# Ostrów
Ostrów [pronunciación en polaco: /ˈɔstruf/] es un pueblo ubicado en el distrito administrativo de Gmina Brzeźnio, dentro del condado de Sieradz, Voivodato de Łódź, en el centro de Polonia. Se encuentra a unos 4 kilómetros al oeste de Brzeźnio, a 17 kilómetros al suroeste de Sieradz, y a 70 kilómetros al suroeste de la capital regional Łódź.
El pueblo tiene una población de 460 habitantes.